# Эквадор на зимних Олимпийских играх 2018
Эквадор на зимних Олимпийских играх 2018 года был представлен одним спортсменом в лыжном спорте. Эквадор впервые в истории принял участие в зимних Олимпийских играх. Единственным представителем страны стал лыжник Клаус Юнгблут Родригес, который по итогам гонки на 15 км свободным стилем занял 112-е место из 116 финишировавших участников.

## Состав сборной
Лыжные гонки
1. Клаус Юнгблут Родригес

## Результаты соревнований

### Лыжные виды спорта

#### Лыжные гонки
Квалификация спортсменов для участия в Олимпийских играх осуществлялась на основании специального квалификационного рейтинга FIS по состоянию на 21 января 2018 года. Для получения олимпийской лицензии категории «A» спортсменам необходимо было набрать максимум 100 очков в дистанционном рейтинге FIS. При этом каждый НОК может заявить на Игры 1 мужчину и 1 женщины, если они выполнили квалификационный критерий «B», по которому они смогут принять участие в спринте и гонках на 10 км для женщин или 15 км для мужчин. По итогам квалификационного отбора сборная Эквадора завоевала одну мужскую олимпийскую лицензию категории «B» в гонке на 15 км, благодаря успешным выступлениям Клауса Юнгблут Родригеса.
Мужчины
Дистанционные гонки
| Соревнование           | Спортсмены             | Результат | Место | Отставание |
| ---------------------- | ---------------------- | --------- | ----- | ---------- |
| 15 км свободным стилем | Клаус Юнгблут Родригес | 53:30,1   | 112   | +19:46,2   |